# United States Botanic Garden

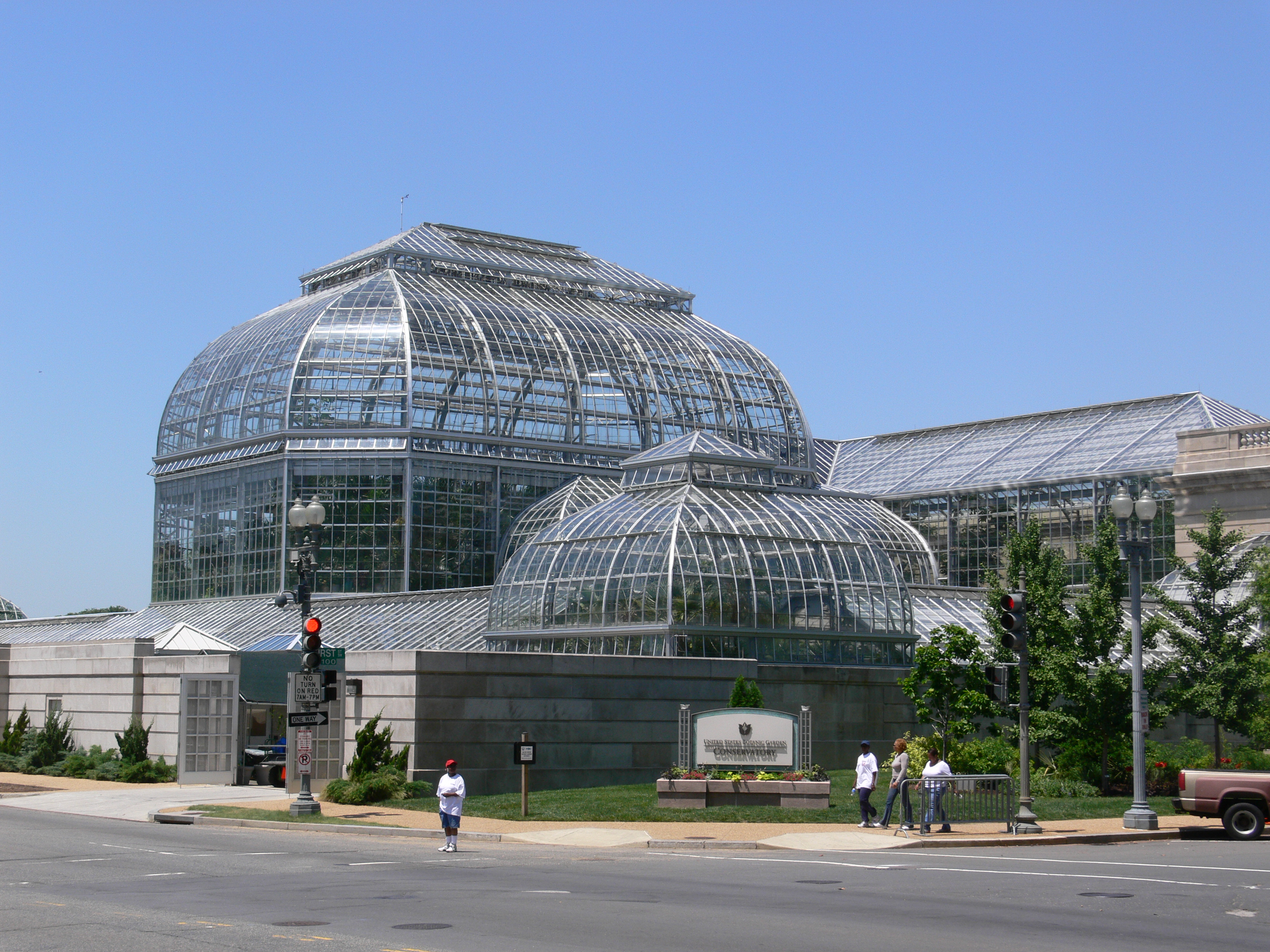
Kas van de United States Botanic Garden

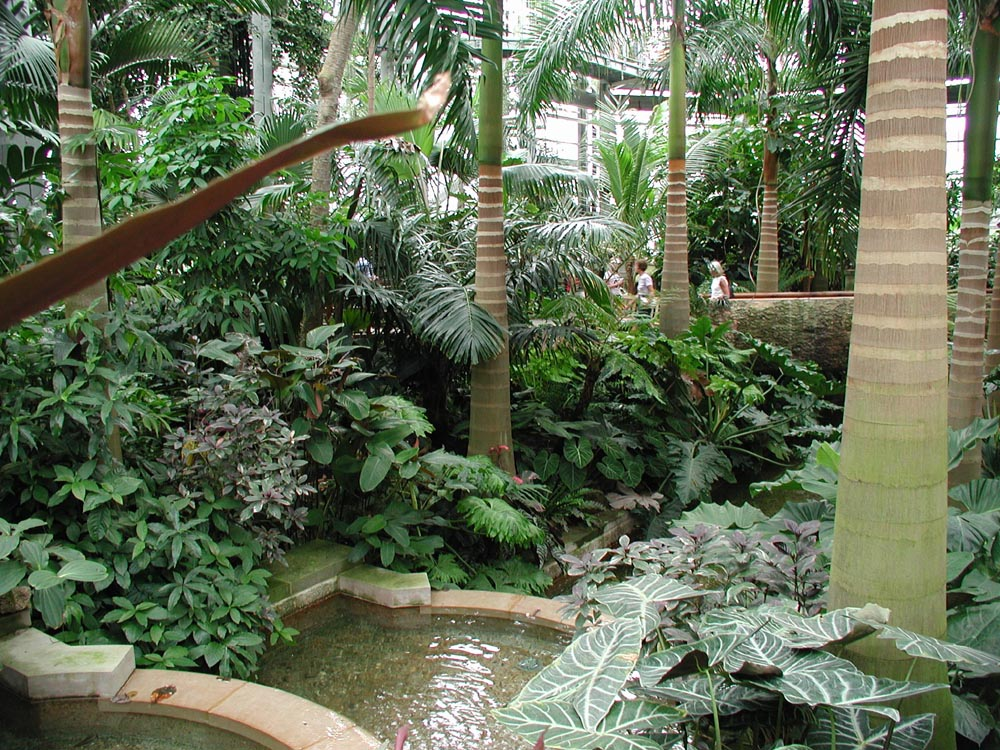
Binnen de verwarmde kas

De United States Botanic Garden is een botanische tuin in Washington D.C. De tuin is gevestigd op de grond van het Capitool in het oostelijke gedeelte van de National Mall. De tuin is elke dag geopend en kosteloos te bezoeken. De totale oppervlakte is circa 14 ha.

## Geschiedenis
In 1796 stelde George Washington in een brief aan de Commissioners of the District of Columbia al voor om een botanische tuin aan te leggen in Washington D.C.
In 1816 opperde het dat jaar opgerichte Columbian Institute for the Promotion of Arts and Sciences het idee om in Washington D.C. een nationale botanische tuin op te richten voor het verzamelen, kweken en distribueren van planten uit de hele wereld. In 1820 richtte het instituut een tuin in. De tuin werd in 1837 ontmanteld nadat het Columbian Institute for the Promotion of Arts and Sciences uit elkaar viel door gebrek aan leiderschap en financiële middelen.
In 1842 werd het plan voor een nationale botanische tuin nieuw leven ingeblazen toen de United States Exploring Expedition to the South Seas (een expeditie die onder leiding stond van Charles Wilkes) planten terugbracht naar Washington D.C., waarna er een verwarmde kas werd gebouwd naast het Old Patent Office Building om de planten te herbergen. In 1850 werden de planten ondergebracht in een nieuw onderkomen op de plaats waar voorheen de tuin van het Columbian Institute was gevestigd. In 1856 werd United States Botanic Garden de officiële naam van de tuin.
Na de terugkeer van Commodore Matthew Perry van zijn tweede expeditie in 1855, werden Aziatische plantensoorten aan de collectie toegevoegd. Er werden grotere kassen gebouwd om de groeiende plantencollectie te kunnen huisvesten. Na een herinrichtingsproject van de National Mall verhuisde de tuin in 1933 naar zijn huidige locatie aan First Street en Maryland Avenue.

## Inrichting en collectie

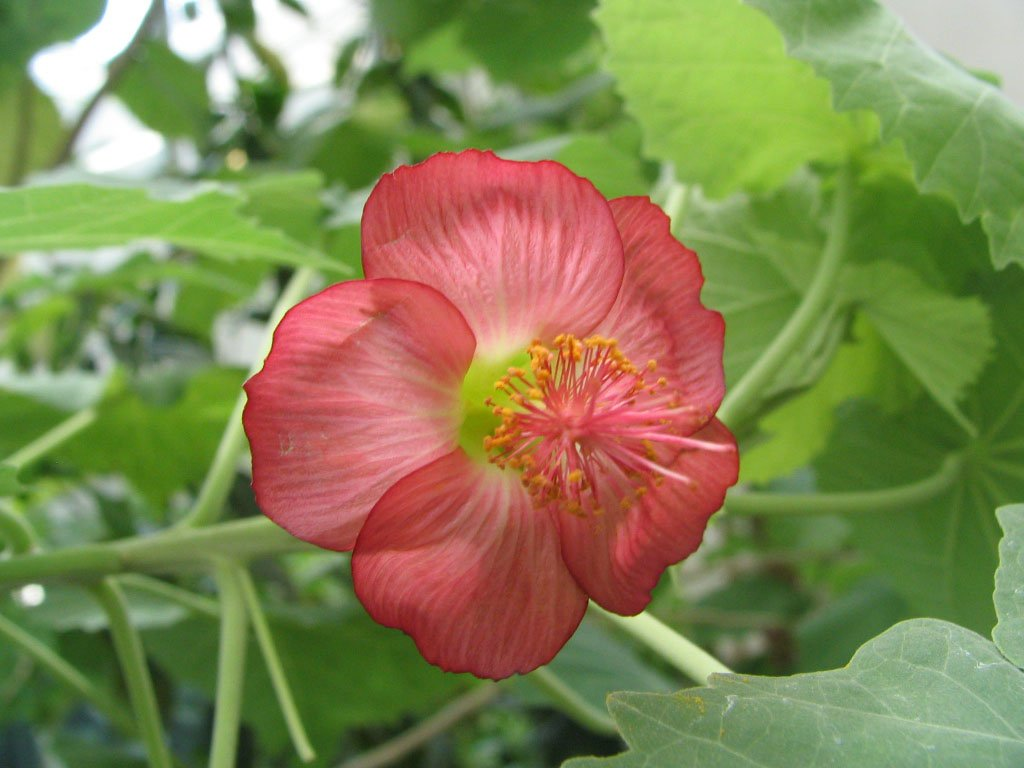
Abutilon menziesii

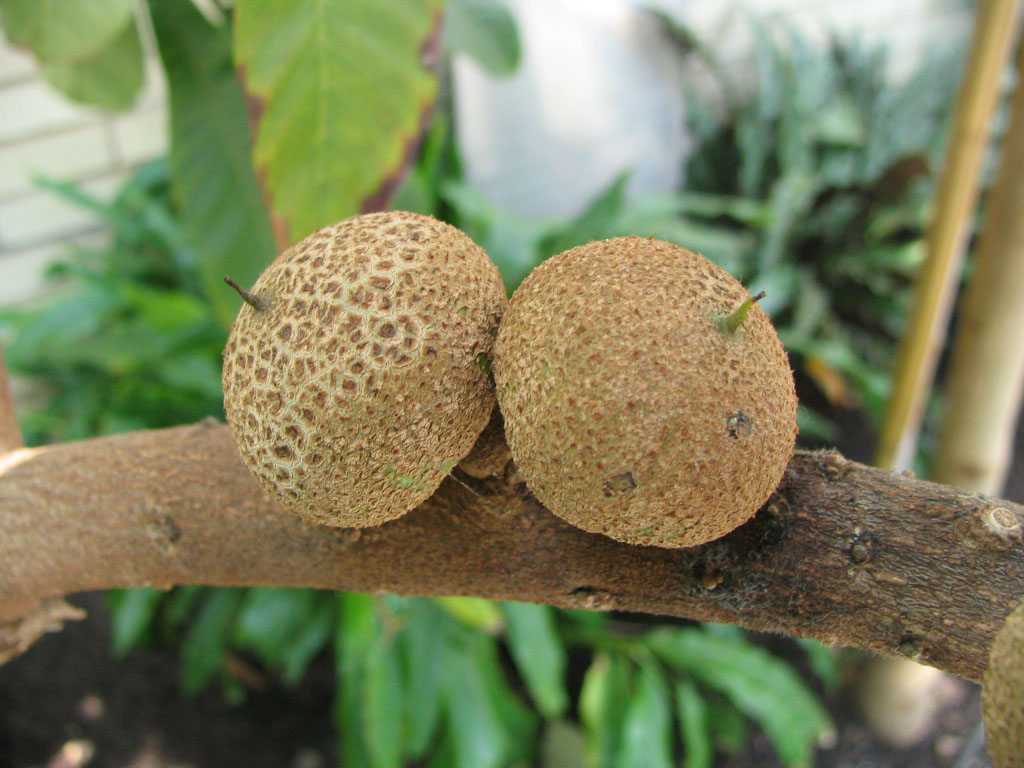
Mamey sapota (Pouteria spota)

De United States Botanic Garden heeft een kas, die is ontworpen door Lord & Burnham. De kas was tussen 1997 en 2001 gesloten vanwege een renovatie. Sinds de renovatie heeft de kas een brug die hangt aan het plafond en waarmee door de toppen van de bomen kan worden gelopen. De kas bevat de oudste planten uit de botanische tuin, waaronder exemplaren die nog stammen van de expeditie van Charles Wilkes. Ten zuiden van de kas ligt Bartholdi Park, vernoemd naar Frédéric Auguste Bartholdi, de beeldhouwer van het Vrijheidsbeeld. Het park is driehoekig en in het centrum bevindt zich een fontein. De plantcombinaties in het park worden voortdurend vervangen. Naast het park bevindt zich de Production Facility. Dit is een kassencomplex van 25.600 m² dat in 1994 is opgeleverd en dient voor het kweken van planten voor de botanische tuin en andere tuinen in de regio. De National Garden werd in 2006 opgeleverd en bevat planten uit de Atlantische Kustvlakte, een rosarium, een vlindertuin en een watertuin.
De plantencollectie bestaat onder meer uit gewassen van economische betekenis, aronskelkfamilie, medicinale planten, orchideeën, cactussen en andere succulenten, palmen, palmvarens, Zingiberales, Hawaïaanse planten, planten van Atlantische eilanden, bromelia's en varens. De tuin heeft een zaadbank.

## Samenwerkingsverbanden
De United States Botanic Garden neemt deel aan het Plant Rescue Center Program, dat is gericht op het beschermen van planten. Tevens is de botanische tuin aangesloten bij de Plant Conservation Alliance (PCA), een samenwerkingsverband dat zich richt op de bescherming van planten die van nature voorkomen in de Verenigde Staten. De tuin is aangesloten bij Botanic Gardens Conservation International, een non-profitorganisatie die botanische tuinen samen wil brengen in een wereldwijd samenwerkend netwerk om te komen tot het behoud van de biodiversiteit van planten. Tevens is de tuin lid van de American Public Gardens Association, een organisatie van publiek toegankelijke tuinen in de Verenigde Staten. Met de afdeling botanie van het National Museum of Natural History (Smithsonian Institution) wordt samengewerkt op het gebied van botanisch onderzoek. Ook participeert de botanische tuin in Seeds of Success (SOS), een natuurbeschermingsproject dat is gericht op het verzamelen en bewaren van zaden van planten uit de Verenigde Staten.